# Shughur Tahtani
Shughur Tahtani (tiếng Ả Rập: شغور تحتاني) là một ngôi làng Syria nằm ở Jisr al-Shughur Nahiyah ở huyện Jisr al-Shughur, Idlib. Theo Cục Thống kê Trung ương Syria (CBS), Shughur Tahtani có dân số 1599 trong cuộc điều tra dân số năm 2004.